# Juan Gea
Juan Gea Martínez (Valencia, 5 de diciembre de 1953) es un actor de cine y teatro español, famoso por sus papeles en series como El Ministerio del Tiempo o la película Las 13 rosas.

## Biografía
Juan Gea nació en Valencia. A los 18 años comenzó a estudiar arte dramático en su ciudad de origen, donde comenzó a interpretar algunos papeles de teatro en los años 1980. A partir de ese momento el público comenzó a conocer su nombre. Durante esta etapa tuvo que compaginar su pasión con el trabajo: mientras actuaba, era empleado de una caja de ahorros en su ciudad, pero esta situación no se prolongó durante mucho tiempo. En 1983 se mudó a Madrid para dedicarse plenamente a su carrera como actor profesional.  Participó en obras como Luces de Bohemia en 1985, dirigida por Luis Pascual, o El abanico de Lady Windermere en 1992-1993, dirigida por J.C.P de la Fuente.
Su carrera como actor de cine empezó más tarde, en 1987, con la película La Rusa de Mario Camus, y se hizo más conocido en 1995 con El perro del hortelano, película dirigida por Pilar Miró. 
En 1990 apareció por primera vez en televisión con un papel en la serie La huella del crimen. Posteriormente ha participado en muchas series en canales como Antena 3, Telecinco, La 1 y el valenciano Canal Nou, donde tuvo un papel destacado en "L'Alqueria Blanca"; las últimas han sido "El Ministerio del Tiempo" y "Hospital Valle Norte", que acaba de rodar, y se encuentra de gira con las obras de teatro "Héroes" (dirigida por Tamzin Townsend) y "Por los pelos" (dirigida por Santiago Sánchez).

## Filmografía

### Cine
| Año                              | Película                                | Personaje       | Dirección              | Género            | Duración |
| -------------------------------- | --------------------------------------- | --------------- | ---------------------- | ----------------- | -------- |
| 1987                             | La Rusa                                 | Amigo de Begoña | Mario Camus            | Intriga/Policiaco | 1h 58m   |
| 1989                             | Las cosas del querer                    | Marqués         | Jaime Chávarri         | Drama/Musical     | 1h 38m   |
| 1991                             | Cómo ser mujer y no morir en el intento | Ginecólogo      | Ana Belén              | Comedia           | 1h 40m   |
| 1994                             | La pasión turca                         | Iván            | Vicente Aranda         | Drama/Erótico     | 1h 57m   |
| 1995                             | El perro del hortelano                  | Federico        | Pilar Miró             | Romance/Comedia   | 1h 59m   |
| 2000                             | El palo                                 | Director        | Eva Lesmes             | Comedia           | 1h 45m   |
| 2003                             | Matar al ángel                          | Juez            | Daniel Múgica          | Drama/Thriller    | 1h 50m   |
| 2006                             | GAL                                     | Pablo Ortiz     | Miguel Courtois        | Drama/Suspense    | 1h 50m   |
| 2007                             | Clandestinos                            | Voz             | Antonio Hens           | Crimen/Drama      | 1h 40m   |
| 2007                             | Las trece rosas                         | Gabaldón        | Emilio Martínez Lázaro | Drama             | 2h 10m   |
| 2013                             | 1.000 Maneras de comerse un huevo       | Lucas Moreno    | Rafa Montesinos        | Comedia           | 1h 28m   |
| 2016                             |                                         |                 |                        |                   |          |
| Golpissimo (cortometraje)        | General Mariano                         | Conino Arques   | Comedia                | 9m                |          |
| Señor Bigotes (cortometraje)     | Joaquín                                 | Olga Alamán     | Comedia                | 15m               |          |
| Mírame a los ojos (cortometraje) | Hombre viejo                            | Olga Alamán     | Drama/ Romance         | 6m                |          |
| 2017                             | El mal amor (cortometraje)              | Sacerdote       | Sergio González-Román  | Drama             | 20m      |
| 2017                             | Jilgueros (cortometraje)                | Checa           | Manu Pons              | Crimen            |          |
| 2017                             | Mi querida cofradía                     | Ignacio         | Marta Díaz             | Drama/Comedia     | 1h 27m   |
| 2018                             | Rivesaltes (cortometraje)               | Jaime           | Marc Zaragoza          | Acción            | 12m      |
| 2019                             | Nunca olvides (cortometraje)            | Juan            | Cheli Sanchez          | Drama             | 13m      |
| 2019                             | Confía en mí (cortometraje)             | Taxista         | Javier Navarro         | Drama             | 17m      |
| 2021                             | El lodo                                 | Inspector Baños | Iñaki Sánchez          | Thriller          | 1h 47m   |
| 2022                             | Mamá Patito (cortometraje)              | Abuelo          | Manu Pons              | Drama             | 12m      |
| 2023                             | Encubierto (cortometraje)               | Don José        | José luis Martínez     | Drama             | 14m      |

### Televisión
| Año               | Título                    | Personaje                                       | Canal              | Notas         |
| ----------------- | ------------------------- | ----------------------------------------------- | ------------------ | ------------- |
| 1991              | La huella del crimen      | Duque de Barleta                                | La 1               | 1 episodio    |
| 1992 - 1993       | Menos lobos               | Santiago                                        | La 1               | 34 episodios  |
| 1993              | Habitación 503            |                                                 | La 1               | 1 episodio    |
| 1994              | El día que me quieras     | Pepe                                            | La 1               | 1 episodio    |
| 1995 - 1996       | Médico de familia         | Marcos                                          | Telecinco          | 2 episodios   |
| 1997 - 1999       | Calle nueva               | Esteban del Valle                               | La 1               | 493 episodios |
| 1999 - 2000       | Periodistas               | Emilio Parrondo                                 | Telecinco          | 2 episodios   |
| 2000              | Raquel busca su sitio     |                                                 | La 1               | 1 episodio    |
| 2001              | Manos a la obra           |                                                 | Antena 3           | 2 episodios   |
| 2001              | Esencia de poder          | Martín Arranz                                   | Telecinco          | 130 episodios |
| 2002              | El comisario              | Andrés                                          | Telecinco          | 1 episodio    |
| 2002 - 2003       | Géminis, venganza de amor | Mario Álvarez                                   | La 1               | 96 episodios  |
| 2003              | Código fuego              | Arturo                                          | Antena 3           | 3 episodios   |
| 2004              | La sopa boba              | Marco                                           | Antena 3           | 15 episodios  |
| 2004; 2007; 2009  | Hospital Central          | Miguel / Rafael / Juan                          | Telecinco          | 3 episodios   |
| 2005              | El pasado es mañana       | Andrés Arce                                     | Telecinco          | 7 episodios   |
| 2005              | Al filo de la ley         |                                                 | La 1               | 1 episodio    |
| 2007 - 2010; 2022 | L'Alqueria Blanca         | Rafel Sanchis Masia                             | Canal Nou / À Punt | 135 episodios |
| 2007              | Hermanos y detectives     |                                                 | Telecinco          | 2 episodios   |
| 2008              | Herederos                 |                                                 | La 1               | 4 episodios   |
| 2011              | Bandolera                 | Antonio Carranza Osorio                         | Antena 3           | 122 episodios |
| 2011 - 2012       | Amar en tiempos revueltos | Viktor Ambrús                                   | La 1               | 171 episodios |
| 2014              | Dreamland                 | Carlos                                          | Cuatro             | 5 episodios   |
| 2014              | El Rey                    | Duque de Zaragoza                               | Telecinco          | 2 episodios   |
| 2014              | Velvet                    | Lorenzo Palacios                                | Antena 3           | 2 episodios   |
| 2015 - 2017; 2020 | El Ministerio del Tiempo  | Ernesto Jiménez / Pedro Fernández de Torquemada | La 1               | 43 episodios  |
| 2017              | Perdóname, Señor          | Padre Verdaguer                                 | Telecinco          | 5 episodios   |
| 2017              | Apaches                   | Sr. Martos                                      | Antena 3           | 5 episodios   |
| 2019              | Hospital Valle Norte      | Gerardo Valle                                   | La 1               | 10 episodios  |
| 2021              | Parot                     | Padre de Haro                                   | La 1               | 7 episodios   |
| 2022              | Sequía                    | Javier Ortiz                                    | La 1               | 6 episodios   |
| 2022              | Cuéntame cómo pasó        | Romero                                          | La 1               | 1 episodio    |
| 2024              | Operación Barrio Inglés   | Enrique                                         | La 1               | 8 episodios   |
| 2024              | Sueños de libertad        | Isidro Valero                                   | Antena 3           | 182 episodios |
| 2025              | Ena                       | Conde Romanones                                 | La 1               | ¿? episodios  |

### Teatro
- 1980 - Paquí, pallá.
- 1981 - El cántaro roto.
- 1983 - La muerte de Brunilda.
- 1985 - Luces de bohemia.
- 1985 - Samarkanda.
- 1987 - Luna menguante.
- 1992 - 1993 - El abanico de Lady Windermere.
- 1993 - Fortunata y Jacinta.
- 1993 - 1994 - Tristana.
- 1996 - El misántropo.
- 1999 - 2000 - Variaciones enigmáticas.
- 1999 - Julio César.
- 2000 - 2001 - El cementerio de automóviles.
- 2001 - Doce hombres sin piedad.
- 2002 - 2003 - Copenhague.
- 2003 - 2004 - Danza macacabra.
- 2008 - 2009- El mercader de Venecia.
- 2009 - 2011 - El búho y la gata.
- 2012 - My fair lady.
- 2013 - 2014 - Hécuba.
- 2014 - El lenguaje de tus ojos.
- 2015 - "Un Enemigo del Pueblo".
- 2016 - "Héroes".
- 2017 - "Héroes".
- 2018 - "Héroes". "Por Los Pelos".
- 2022 - "Otra vida".